# Waliły Las
Waliły Las – posterunek odgałęźny na liniach kolejowych nr 924 i 925, w województwie podlaskim, w Polsce. Posterunek jest częściowo rozebrany.

## Infrastruktura

### Linie kolejowe przechodzące przez posterunek
| Numer linii | 37                             | 58                              | 924                    | 925                    |
| ----------- | ------------------------------ | ------------------------------- | ---------------------- | ---------------------- |
| Kierunek    | Białystok – Zubki Białostockie | Zubki Białostockie – Waliły Las | Waliły Las – Straszewo | Waliły Las – Grzybowce |
| Źródło      | [ 2 ]                          | [ 2 ]                           | [ 2 ]                  | [ 2 ]                  |